# Gibran (cráter)
Gibran es un cráter de impacto de 106 km de diámetro del planeta Mercurio. Debe su nombre al poeta y pintor libanés Gibran Jalil Gibran (1883-1931), y su nombre fue aprobado por la  Unión Astronómica Internacional en 2009.
Fue descubierto en enero de 2008 en el primer sobrevuelo del planeta de la sonda espacial MESSENGER. Contiene un gran cráter casi circular de 29x 29 km de tamaño.
Se han observado múltiples de cráteres-pozo en la superficie de Mercurio, en la superficie de los cráteres de impacto. A diferencia de los cráteres de impacto, los cráteres-pozo no tiene bordes, que con frecuencia tienen forma irregular y son empinados, y normalmente no muestran materiales expulsados o flujos de lava.
Se cree que estos cráteres son la evidencia de actividad volcánica poco profunda y pueden haberse formado cuando se retiró el magma y provocó un área sin soporte de la superficie que se colapsó, creando un pozo. Son análogos de las calderas volcánicas de la Tierra. Los cráteres-pozo pueden proporcionar una indicación de procesos ígneos internos donde otras evidencias de procesos volcánicos estén ausentes o sean ambiguas. El descubrimiento de diversos cráteres-pozo aumenta la evidencia de que la actividad volcánica ha sido un proceso muy extendido en la evolución geológica de la corteza de Mercurio.